# Gar Forman
Gar Forman est un dirigeant américain de basket-ball. Il est le manager général des Chicago Bulls depuis mai 2009, après onze ans à la direction en tant que recruteur, directeur sportif. Il a commencé sa carrière en tant qu'entraîneur assistant de Tim Floyd dans l'équipe des Iowa State Cyclones, puis dans l'équipe des New Mexico State Aggies. Le 10 mai 2011, il est nommé meilleur dirigeant NBA de l'année ex aequo avec Pat Riley.